# ラルフ・ヒューブナー
ラルフ・ヒューブナー（Ralf Hübner、1939年5月3日 - ）は、ドイツのジャズ・パーカッショニスト。
ヒューブナーはベルリン音楽大学（1958年-1962年）に通い、ダブルベースとドラムを学び、ベニー・ベイリーやネイサン・デイヴィスと共演。卒業後はアルベルト・マンゲルスドルフのクインテットに加わり、1971年まで演奏とレコーディングを続けた。同時に、同じくマンゲルスドルフが指揮するヘッセン放送ジャズ・アンサンブルに招かれ、2010年まで活動。ジャーマン・オールスターズのメンバーとして、南米や日本をツアーしている。
1970年代には、ハインツ・ザウアー、ギュンター・クロンベルク、ボブ・ディーゲンと共演したクインテット「Voices」（『Rediscover the Beautiful』1977年）で演奏した。また、マンフレート・ショーフのクインテットのメンバーも務めた（1976年-1979年）。1978年には、ミシェル・ピルツ、沖至、フォルカー・クリーゲルとトリオでレコーディングを行った。
1980年代と1990年代には、カルテットでレコーディングを行い（『Courage for the Past』1983年、『Perlboot』1987年）、クリストフ・ラウアーとのデュオおよびカルテットを共同で率いた（『Moabiter Blues』1991年、『Mondspinner』1996年）。